# Jakob Pärn
Jakob Pärn (* 18. Oktoberjul. / 30. Oktober 1843greg. in Torma; † 23. Septemberjul. / 6. Oktober 1916greg. in Elva) war ein estnischer Schriftsteller und Pädagoge.

## Leben
Jakob Pärn besuchte die Schule im ostestnischen Torma und schloss dort Bekanntschaft mit dem estnischen Publizisten Carl Robert Jakobson, dessen Vater Pärns Schullehrer war. Später arbeitete Pärn an Jakobsons Zeitung Sakala mit. Pärn studierte von 1865 bis 1869 am Lehrerseminar im livländischen Tartu (deutsch Dorpat). Von 1869 bis 1871 war er in Põltsamaa (Oberpahlen) und von 1871 bis 1882 in Lihula (Leal) als Pädagoge tätig. Von 1883 bis 1908 leitete er die Kirchspielschule in Vana-Otepää (Alt-Odenpäh). Anschließend war er bis kurz vor seinem Tod als Pädagoge am Lehrerseminar in Valmiera (Wolmar) tätig. Jakob Pärn liegt heute auf dem Raadi-Friedhof von Tartu begraben.

## Werk
Jakob Pärn ist vor allem als prominenter Vertreter des estnischen Nationalbewusstseins im Zeitalter des Nationalen Erwachens in Erinnerung geblieben. Er forderte das Ende der estnischen Fremdbestimmung und veröffentlichte zahlreiche nützlich-volksaufklärerische Schriften, Lehrbücher und Zeitungsbeiträge.
Auch in seinem literarischen Werk vertrat er estnisch-patriotische Ideen. Neben moralisierenden Kinderbüchern, pädagogischen Schriften und Erinnerungen sind vor allem Pärns Erzählungen bekannt geworden. 1879 debütierte er als Prosaschriftsteller mit der Erzählung Uni ei anna uuta kuube, magamine maani särki. Zu seinen wichtigsten Werken gehören die Erzählungen Oma tuba, oma luba ehk Lahvardi Kristjani ja metsavahi Leenu armastuse lugu (1879), Wilhelm (1879), Juhan ja Adele (1879), Lahtine aken (1882), Must kuub (1883) und Jumala abiga omast jõust (1884).